# Monte Pew
Il Monte Pew (in lingua inglese: Mount Pew) è una montagna antartica, alta 2.950 m, che sormonta la parte centrale di una dorsale che separa il Ghiacciaio Kelly dal Ghiacciaio Towles, nei Monti dell'Ammiragliato, in Antartide. 
Il monte è stato mappato dall' United States Geological Survey (USGS) sulla base di rilevazioni e foto aeree scattate dalla U.S. Navy nel periodo 1960-64.
La denominazione è stata assegnata dall'Advisory Committee on Antarctic Names (US-ACAN) in onore di James A. Pew, geofisico presso la Stazione McMurdo nel 1966-67.